# Erwin Jollasse
Erwin Jollasse (12 de diciembre de 1892 - 8 de marzo de 1987) fue un general en la Wehrmacht de la Alemania Nazi durante la II Guerra Mundial que comandó varias divisiones. Fue condecorado con la Cruz de Caballero de la Cruz de Hierro.
Jollasse tomó el mando de la 9.ª División Panzer el 22 de julio de 1943 y lo ocupó hasta que fue herido en octubre, reanudó después el mando en noviembre y lo ocupó hasta el 10  de agosto de 1944, cuando fue herido de nuevo. A finales de 1944 fue declarado apto para servicio limitado y se le dio un empleo de oficina en la Inspección de las Tropas Panzer. En marzo de 1945 fue nombrado para remplazar al Mayor General Rudolf Goltzsch como comandante de la 344.ª División de Volksgranaderos en Checoslovaquia, un mando que ocupó hasta el 30 de abril de 1945, cuando él y otros veinticinco hombres rompieron el cerco soviético y eludieron a los Ejércitos Rojo y Estadounidense hasta el 8 de junio. Fue liberado de la cárcel el 30 de junio de 1947 y murió el 14 de marzo de 1987 en Tutzing.

## Condecoraciones
- Cruz de Caballero de la Cruz de Hierro el 2 de noviembre de 1941 como Oberst y comandante del Schützen-Regiment 52[1]